# 林博托湖

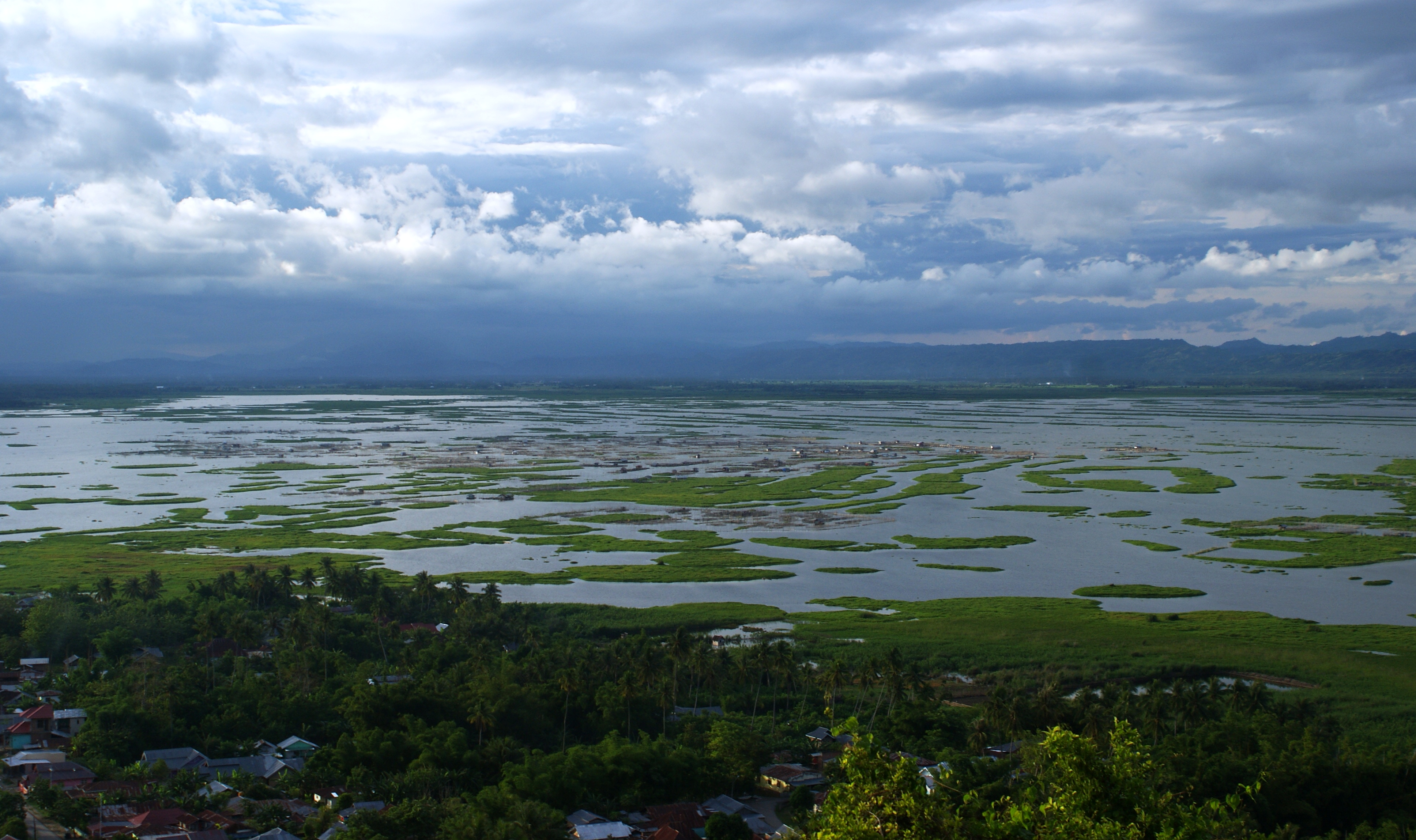
林博托湖

林博托湖（印尼语：Danau Limboto）是印度尼西亚苏拉威西岛上的一座湖泊，位于米纳哈萨半岛哥伦打洛省哥伦打洛县境内。湖水深5到8米，近年来林博托湖水位一直在下降，1932年时，林博托湖面积为7,000公顷，到1999年缩小到1,900至3,000公顷。